# Mike Campbell
Pour les articles homonymes, voir Michael Campbell et Campbell.
Michael Wayne « Mike » Campbell est un guitariste et compositeur américain né le 1er février 1950 à Jacksonville.
Campbell est membre du groupe Tom Petty and the Heartbreakers jusqu'à la mort de Tom Petty en 2017 et la dissolution du groupe. Il a co-écrit de nombreux succès du groupe avec Petty.
En avril 2018, Fleetwood Mac annonce que Campbell rejoint le groupe avec Neil Finn pour remplacer le guitariste principal Lindsey Buckingham.
Il est intronisé au Rock and Roll Hall of Fame en 2002 en tant que membre de Tom Petty and the Heartbreakers.